# Memorial Argo Manfredini 2000
Il Memorial Argo Manfredini 2000 è stato un torneo di tennis facente parte della categoria ATP Challenger Series nell'ambito dell'ATP Challenger Series 2000. Il torneo si è giocato a Sassuolo in Italia dal 26 giugno al 2 luglio 2000 su campi in terra rossa.

## Vincitori

### Singolare
Stefano Tarallo ha battuto in finale  Álex Calatrava con il punteggio di 7–6(5), 3–6, 7–6(4)

### Doppio
Álex Calatrava /  Salvador Navarro hanno battuto in finale  Daniele Bracciali /  Federico Luzzi con il punteggio di 6(5)–7, 6–1, 6–4